# 安来インターチェンジ
安来インターチェンジ（やすぎインターチェンジ）は、島根県安来市佐久保町の、山陰自動車道（国道9号安来道路）上にあるインターチェンジ。安来市街のほか広瀬町の最寄りインターチェンジである。
安来本線料金所（本線料金所）が併設されている。

## 道路
- E9 山陰自動車道（国道9号安来道路）（20番）

## 接続する道路
- 島根県道334号安来インター線

## 料金所

安来本線料金所

### 安来本線料金所
当ICを通過する場合は、東出雲・米子西IC共に料金所がなく通行券が発券されないため、東出雲IC - 米子西ICの安来道路全区間の料金を本線料金所で支払う。
安来インターを発着する場合は本線料金所を通らず、インター出入口の料金所で支払う。
ブース数：4

#### 米子・鳥取方面
- ブース数：2
  - ETC専用：1
  - ETC/一般：1

#### 松江・出雲方面
- ブース数：2
  - ETC専用：1
  - ETC/一般：1

### 安来IC料金所
ブース数：4

#### 入口
- ブース数：2
  - ETC/一般（米子・鳥取方面）：1
  - ETC/一般（松江・出雲方面）：1

#### 出口
- ブース数：2
  - ETC/一般（米子・鳥取方面）：1
  - ETC/一般（松江・出雲方面）：1

- 料金所の事務所外側にトイレ（男女兼用）を設置している。

## 周辺
- 島根県立安来高等学校
- 島根県立情報科学高等学校
- 足立美術館

## 隣
E9 山陰自動車道
(19-2/19)米子西IC - (20)安来IC/TB - (21)東出雲IC